# Spiazzamento (economia)
In economia, lo spiazzamento (in inglese crowding out) è l'effetto della domanda pubblica di natura autonoma in un sistema economico operante in regime di piena utilizzazione delle proprie risorse. Il soddisfacimento di tale domanda pubblica implicherà una riduzione marginale (o totale) del soddisfacimento della domanda privata.
In altre parole, si intende la riduzione della spesa privata (dovuta sia a investimenti sia al consumo) a seguito di un aumento della spesa pubblica.
Esempi dell'effetto di spiazzamento sono:
- aumento delle tasse: riduzione delle disponibilità per i privati;
- emissione del debito pubblico: riduzione della finanza per privati ed innalzamento dei costi di indebitamento;
- acquisto di beni da parte della Pubblica Amministrazione in libero mercato per soddisfare bisogni collettivi.

Lo spiazzamento è oggetto di discussione tra monetaristi e keynesiani, sulla base della diversa rilevanza attribuita all'eventuale sottoutilizzazione della capacità produttiva del sistema in oggetto.

## Spiazzamento nel turismo
In ambito turistico, il termine è utilizzato per indicare il fenomeno per cui in una destinazione turistica le attività economiche vengono sostituite o spiazzate da attività turistiche che risultano essere più profittevoli ma che allo stesso tempo creano un'economia mono-coltura troppo legata al turismo. Ciò che si verifica realmente è che quelle attività economiche che già si trovano in luoghi di interesse turistico (come supermercati, negozi di generi alimentari o negozi che forniscono servizi) vengono sostituite o rimpiazzate da attività turistiche come negozi di souvenir o negozi di scarpe o vestiti che comportano maggiori introiti provenienti proprio dalla spesa turistica. Ciò comporta però delle conseguenze negative per i residenti poiché vedono i negozi a loro utili sostituiti da negozi che non hanno alcun interesse per loro.